# Фаторија Гранча (Гросето)
Фаторија Гранча (итал. Fattoria Grancia) је насеље у Италији у округу Гросето, региону Тоскана.
Према процени из 2011. у насељу је живело 30 становника. Насеље се налази на надморској висини од 28 м.